# Torpedo (género)
Torpedo es un género de elasmobranquios torpediniformes de la familia Torpedinidae conocidos popularmente como peces o rayas torpedo o también como tembladeras o tembladores. Poseen órganos capaces de producir fuertes descargas eléctricas que el animal utiliza para capturar sus presas y defenderse.

## Características
Los peces torpedo pueden llegar a alcanzar una longitud de 70 cm. Tiene el cuerpo aplanado, casi circular, con una cola fuerte. Su color es marrón, variando la tonalidad según la especie, y puede tener un jaspeado más o menos marcado. Poseen órganos eléctricos situados en la parte inferior a ambos lados del cuerpo basados en células musculares transformadas. Se dice que pueden generar descargas de hasta 220 voltios y 1 amperio. 
El pez torpedo usa estos órganos para cazar y para defenderse.
Existen 22 especies de peces torpedo y se pueden encontrar en todos los mares templados y tropicales del mundo. Dos de ellas viven en el Mediterráneo, la tremielga (Torpedo torpedo), de la que se diferencia por cinco manchas azules circulares, bordeadas de amarillo, en el dorso, y Torpedo nobiliana, que puede alcanzar los 180 cm y es de color uniforme marrón, verde o azul oscuros.

## Ecología
Por lo general les gusta vivir en fondos fangosos o arenosos, pudiendo encontrarse desde la superficie hasta a gran profundidad. Tienen actividad esencialmente nocturna, permaneciendo enterrado durante el día en la arena, de forma que sólo sobresalen los ojos y los espiráculos.
Se alimenta de crustáceos, moluscos y pequeños peces del fondo, a los que captura tras aturdirlos mediante una descarga eléctrica. Sus presas son capturadas de lejos y engullidas enteras.
Son vivíparos; tras un período de gestación de 7 a 10 meses nacen hasta 32 crías de unos 10 cm de largo.
Alguna vez se ha presenciado cómo se defiende este animal tras ser acosado. En estas ocasiones, tras una insistente persecución el pez torpedo optó por revolverse sobre sí mismo y, mostrando el vientre a su perseguidor, efectuar una serie de descargas eléctricas intimidatorias.
En la época de los romanos ya se conocían las propiedades eléctricas de los torpedos y se empleaban para tratar el reuma (véase Historia de la fisioterapia).